# 夢大作
夢 大作（ゆめ だいさく、本名：芦川 秀朗、1944年〈昭和19年〉10月20日 - ）は、日本のコメディアン、競艇評論家。妻はタレントの芦川百々子。義妹はタレント・司会者の上沼恵美子。

## 来歴・人物
静岡県浜松市出身。コメディアンとして出発したが、競艇に造詣を持ち、現在は競艇関係の仕事がメインになっている。競艇選手との交友もある。地上波での露出はないが、CS放送（日本レジャーチャンネル）の競艇番組で健在ぶりを見る事が出来る。

## 主な出演
- 群馬テレビ　カラオケ大賞
- クイズ競艇ダービー
- ニュースワイドBOATRACE EX